# Moicelí Medina
Moicelí Medina (Maracay, 1978) es una violinista, directora de orquesta y profesora perteneciente a la emergente generación de directores venezolanos.

## Trayectoria profesional

### Formación y docencia
Inicia sus estudios musicales a la edad de 4 años en la Escuela de Música Federico Villena de Maracay, estado Aragua, donde culmina sus asignaturas académicas. Participó como solista por primera vez a la edad de 12 años con la Orquesta Sinfónica Federico Villena, posteriormente con la Orquesta Sinfónica de Aragua, Orquesta Sinfónica del Estado Bolívar y la Orquesta de Cámara de la Universidad de Carabobo. En 1996 fue elegida mediante concurso para tocar en la clausura del curso de verano dictado por la pedagoga y violinista de Julliard School Margaret Pardee. Ha participado como primer violín en numerosos conciertos con el "Cuarteto Scherzo", Grupo de Música de Cámara "Valencia en Ensamble” y  el "Cuarteto Mistral" de Aragua. En el período 2001-2002, fue seleccionada para participar en la gira de conciertos anuales en Münich, Alemania, por diversas ciudades de Baviera, que organiza la fase Orquesta Concierto München. Luego participó en la edición 2002-2003 con jóvenes de todo el mundo, experiencia que se consolidó en la grabación de dos producciones discográficas.  
Es egresada de la Universidad Nacional Experimental de las Artes (UNEARTE), mención ejecución Instrumental (violín). Realizó estudios de postgrado en Dirección Orquestal, en la Universidad Simón Bolívar, y una maestría en Educación, Mención Gerencia en la Universidad Bicentenaria de Aragua (UBA). Cuenta con un diplomado en formación de Investigadores en gerencia educativa (UBA), y Programa Gerencial de Organizaciones Comunitarias en la Universidad Católica Andrés Bello (UCAB) y Fundación Empresas Polar. Se ha desempeñado como profesora de violín en la Orquesta Nacional Juvenil e Infantil de Aragua (FONJIA); de Música en los “Niños Cantores de Villa de Cura” y en Puerto Cabello; profesora de violín en el Conservatorio de Música del Estado Aragua, directora de la Orquesta Sinfónica Juvenil. Desde el año 2010 es profesora de Violín y de Música de Cámara en la Escuela de Música Federico Villena. Es miembro activo de esta agrupación en la cual se desempeña como primer violín y directora invitada permanente.

### Dirección de orquesta
De manera independiente ha cursado estudios de dirección orquestal con los maestros Luis Miguel González, Alfredo Rugeles, Sunk Kuag, y Georges Mark, director del Conservatorio de Viena. Ha dirigido la Orquesta Sinfónica del Estado Aragua, Orquesta Sinfónica de Carabobo, Orquesta Sinfónica Juvenil de Puerto Cabello, Orquesta de Cámara de la Universidad de Carabobo y Orquesta Filarmónica Nacional. En 2012 fue invitada a dirigir el concierto de clausura del III Festival de Piano, con el Maestro Leo Blanco del Berklee College of Music  y su Trío Jazz con Roberto Koch y Adolfo Herrera. En 2016 dirige la gira de Navidad de la Orquesta Filarmónica Nacional teniendo como artistas invitados a Serenata Guayanesa. Su repertorio como directora abarca desde las sinfonías clásicas de Mozart y Haydn, pasando por las grandes obras del Romanticismo, la música contemporánea de compositores como Shostakovich y Stravinsky, obras latinoamericanas de Silvestre Revueltas, Astor Piazzolla y Heitor Villalobos, hasta los grandes maestros contemporáneos de Venezuela, entre ellos Luis Ochoa, Beatriz Bilbao y Wershin Montiel. Desde 1999 es directora musical en Fundamusical Bolívar, así como miembro fundadora y directora ejecutiva de la Asociación Civil ADSIM (Academia para el desarrollo social e integral del músico) desde el año 2004, con jóvenes de toda Venezuela pertenecientes a la educación regular, en programas de formación también dirigidos a la integración de personas con diversidad funcional en un contexto musical y artístico.

## Reconocimientos
1. Primer lugar del Premio al joven Aragüeño - 2002, Renglón cultura, otorgado por el Consejo Legislativo del Estado Aragua.
2. Premio “San José Centenario” -  2005, otorgado por la Alcaldía de Girardot del Estado Aragua, por su labor como directora de orquesta
3. Premio “Luisa Cáceres de Arismendi” - 2008, única clase, otorgado por la Gobernación del Estado Aragua.
4. Reconocimiento de Honor de la Fundación de Niños autistas del Estado Aragua - 2014, por su labor como Directora artística de la Academia para el Desarrollo social e Integral del Músico, fomentando la integración social a través de la música.